# چلسی جایلز
چلسی جایلز (انگلیسی: Chelsie Giles؛ زاده  ۲۵ ژانویهٔ ۱۹۹۷) جودوکار اهل بریتانیا است.
از افتخارات وی می‌توان به کسب مدال برنز وزن ۵۲ کیلوگرم در بازی‌های المپیک تابستانی ۲۰۲۰ اشاره کرد.